# Отрадна Євгенія Сергіївна
Євгенія Сергіївна Отрадна (Женя Отрадна; нар.. 13 березня 1986, Краснотур'їнськ, Свердловська область, СРСР) — російська співачка.

## Життєпис
Євгенія Отрадна народилася 13 березня 1986 року в Краснотур'їнську Свердловської області. У віці 7 років починає займатися в Палаці Культури металургів і незабаром виступає в складі шоу-групи «Фараони».
У 1994 і 1995 роках Женя Отрадна перемагала в музичних конкурсах «На балу у Попелюшки», «Золотий півник», «Ранкова зірка», «Золота Монета». Подальші 10 років співачка виступає в шоу-групі «Фараони».
У 2003 році Євгенія Отрадна разом зі своєю сім'єю переїжджає до Таганрога. У 2005 році співачка пройшла кастинг телевізійного конкурсу «Секрет Успіху». На гала-концерті «Секрету Успіху» співачка зайняла друге місце. У 2007 році співачка брала участь в телевізійному конкурсі " П'ять зірок ", який проводив російський Перший канал у місті Сочі, де посіла друге місце, поступившись дуету Потапа і Насті Каменських. У 2008 році зайняла третє місце в російському національному відборі Євробачення.
Виступає в жанрі поп-музики. У 2014—2015 роках була солісткою рок-групи «110volt», з якою в 2015 році брала участь в телеконкурсі «Головна сцена».
Євгенія Отрадна стала відеоблогером. Нині навчається на факультету історії мистецтв РДГУ.
Виконала пісню «Звенит январская вьюга» для фільму «Про любов. Тільки для дорослих», який вийшов у прокат 1 вересня 2017 року.

## Родина
- Мати — Тетяна Олександрівна Отрадна.
- брат та сестра.
- батько, воював в Афганістані, він подарував їй талісман — кулю на ланцюжку, коли вона була маленькою.
- Чоловік — Євген Горяїнов, звукорежисер, зустрілися в Іваново, на зйомках фільму Сергія Соловйова «Однокласники».[1]
- Доньки — Антоніна (нар.. 2010) та Лідія (нар.. 2012).

## Альбоми

### Сольно
- 2008 — Давай сбежим

## Фільмографія

### Ролі в кіно
- 2009 — Принцеса і жебрачка — співачка
- 2009 — Шлюбний контракт — 15-та серія Танці під італійців — Альона
- 2011 — Однокласники — Женя Отрадна

### Озвучування
- 2006 — Класний мюзикл — Шарпей Еванс
- 2007 — Класний мюзикл 2 — Шарпей Еванс
- 2008 — Класний мюзикл: Випускний — Шарпей Еванс
- 2011 — Неймовірні пригоди Шарпей — Шарпей Еванс